# May-ya-moto
Le May-ya-moto, également appelé Maji ja moto, du kiswahili signifiant « eau chaude » en français, est un champ géothermique de la république démocratique du Congo.

## Géographie
Le May-ya-moto est situé en Afrique de l'Est, à l'extrême est de la république démocratique du Congo, à proximité de la frontière avec l'Ouganda qui se trouve à l'est, dans le parc national des Virunga ainsi qu'au centre de la branche occidentale de la vallée du Grand Rift. Il est entouré par le lac Édouard au nord, la ville de Rutshuru à une distance de 38 kilomètres et les montagnes des Virunga au sud-sud-est.
Le champ géothermique situé à 950 mètres d'altitude se présente sous la forme de fumerolles et de sources chaudes d'où jaillit de l'eau à moins de 100 °C.

## Histoire
L'âge des roches du champ géothermique de May-ya-moto est inconnu, de même que celui d'une possible éruption volcanique.